# Годвин, Гейл
Гейл Годвин (родилась 18 июня 1937 года) — американская писательница. Годвин написала 14 романов, два сборника рассказов, три научно-популярные книги и десять либретто. Её главным литературным достижением являются романы, пять стали бестселлерами, а три вышли в финал Национальной книжной премии. Большинство её работ представляют собой реалистичные художественные романы, рассказывающие о психологическом и интеллектуальном развитии персонажа, часто основанные на темах, взятых из собственной жизни Годвин.
Годвин родилась в Бирмингеме, штат Алабама. Её детство прошло в Ашвилле, штат Северная Каролина, где она жила с мамой и бабушкой. Ещё в раннем возрасте Годвин переняла от своей матери интерес к письму, позже она получила степень бакалавра журналистики в Университете Северной Каролины в Чапел-Хилле. Окончив обучение Гейл некоторое время работала репортером в The Miami Herald, затем уехала в Европу, где работала в Службе путешествий при посольстве США в Лондоне. Через 6 лет, вернувшись в США, она преподавала английский язык в Айовском университет, в это же время она получила степень магистра (1968 г.) и доктора философии (1971 г.) по английской литературе.
Диссертация, которую Годвин писала в Айовском университете, стала её первым романом «The Perfectionists». К 1976 году она была уже успешным писателем и автором трех книг. Две книги, написанные ею в 1980-х годах, «A Mother and Two Daughters» (1982) и «A Southern Family» (1987), принесли дальнейшее признание и расширили круг почитателей.

## Ранние годы и семья
Гейл Годвин родилась 18 июня 1937 года в Бирмингеме, штат Алабама. Родители Гейл, Кэтлин Крахенбуль и Моз Уинстон Годвин, были родом из Северной Каролины. Когда родилась Гейл, они гостили у кузенов в Алабаме. Два года спустя её родители развелись. После разрыва родителей Гейл и её мать переехали к бабушке и дедушке в Дарем, Северная Каролина. Затем они переехали в Уивервилл, а после в Ашвилл, Северная Каролина. В 1939 году умер её дедушка, её воспитанием занимались мать и бабушка, они проживали Ашвилле вплоть до 1948 года.
Бабушка выполняла традиционную роль матери в семье, занимаясь уборкой, приготовлением пищи, шитьем, в то время как мать Гейл была кормильцем, зарабатывая средства на жизнь. Её мать получила степень бакалавра и магистра Университета Северной Каролины в Чапел-Хилле. Утром она преподавала английский язык в колледже, а в остальное время работала репортером в местной газете Asheville Citizen-Times.
По выходным она писала любовные истории для журналов в Нью-Йорке. Как признавалась сама Гейл Годвин, воспитание двумя женщинами-опекунами повлияло на стиль её письма и на решение стать писателем в целом. Уже к возрасту 5 лет она стала отождествлять себя с писательской деятельностью матери. А в 9 лет она уже написала свой первый рассказ «Ollie McGonnigle».
В 1948 году её мать снова вышла замуж за Фрэнка Коула, ветерана Второй мировой войны, и вся семья переехала в Вирджинию. Годвин рассказывала, что большую часть своего детства она провела в отделе новостей, где работала её мать. Большим вдохновением для Гейл была решительность её матери продолжать писать после рождения второго ребёнка. Она ни раз была свидетельницей отказов публиковать сочинения её матери. Автобиография Гейл Годвин создает впечатление, что большая часть её собственных сочинений была предназначена для выполнения того, чего не могла добиться её мать. Когда карьера Коула пошла в гору и он стал больше зарабатывать, мать Гейл сосредоточилась на семье, полностью прекратив писать.
В Гейл была в подростковом возрасте, её отчим работал продавцом. Семья часто переезжала, поэтому Годвин училась в нескольких разных школах, одной из которых была католическая школа для девочек St. Genevieve-of-the-Pines. Одна из любимых её учительниц убедил Гейл начать вести личный дневник. По словам самой Годвин, у неё было «церковное воспитание и обучение в монастырской школе». Она посещала церковь St. Mary’s and All Souls. Будучи подростком написала первый небольшой роман.
Гейл не поддерживала никаких отношений со своим отцом вплоть до окончания средней школы. В то время её отец предложил ей оплатить её обучение в колледже. И на первом году обучения она переехала жить к отцу, в том же году он покончил жизнь самоубийством. Позже самоубийство совершили её дядя и сводный брат. Мать Годвин погибла в автомобильной катастрофе в 1989 году.
С 1955 по 1957 год Годвин училась в William Peace University в Роли, Северная Каролина. Затем с 1957 по 1959 год она перешла в Университет Северной Каролины, где получила степень бакалавра журналистики. Во время обучения в колледже она работала над романом своей матери «The Otherwise Virgins», но так и не смогла найти для него издателя. В 1959 году «Knopf» отправил агента в Университет Северной Каролины с целью поиска молодых талантливых писателей. Годвин представила им на рассмотрение отрывок из своего романа «Windy Peaks», в сюжете которого был рассказ о персонале и гостях курортного отеля в горах. Рукопись её была отклонена агентом издательства. На втором и младших курсах Гейл также подрабатывала официанткой в «Mayview Mano».

## Ранние работы
После окончания обучения в колледже Годвин в течение года работала журналистом в «The Miami Herald». Там она познакомилась и вышла замуж за своего коллегу, фотографа Дугласа Кеннеди, их брак продлился недолго. Они поженились в 1960 году, а развелись через несколько месяцев в 1961 году. По её словам, в то время она очень много работала, но её работы были слишком «яркими» для публикаций и её уволили. Согласно данным «Contemporary Literary Criticism» Годвин привносила слишком много человеческого интереса в статьи газеты, которые должны были быть основаны на фактах. Она недолго прожила со своей матерью, но потом переехала в Лондон, чтобы дистанцироваться от мыслей о неудачном браке и работе.
В Лондоне с 1961 по 1965 год она работала в Службе путешествий при посольстве США. По её словам, она была секретаршей и у неё было много времени на чтение книг. Эту работу ей помог получить её двоюродный брат, который был мэром Уивервилля, Северная Каролина. Во время работы в посольстве она писала роман «Gull Key». Как и большинство её ранних работ, он был посвящен образу молодой женщины, которая пытается понять, являются ли брак и родительская функция той жизнью, которую она хочет для себя. Она разослала роман нескольким издателям, но никто не согласился опубликовать его. В итоге рукопись была утеряна, когда она отправила последний экземпляр в издательство, которое закрылось, так и не вернув ей копию.
Во время проживания в Англии, Годвин окончила курс творческого письма в городском литературном институте, где познакомилась со своим вторым мужем, психиатром Яном Маршаллом. Спустя два месяца после знакомства они поженились. Брак продлился недолго, в 1966 году они развелись. После разрыва с супругом Годвин вернулась в США. В возрасте 29 лет она устроилась в редакцию газеты The Saturday Evening Post в Нью-Йорке. На этой позиции она должна была проверять факты, использованные в написании статей. Как говорила сама Годвин, эта работа не приносила ей удовольствия, так как она хотела писать, а не проверять информацию других авторов.
В это время умер её дядя, оставив Годвин наследство в размере 5000 долларов США. Вступив в наследство, Годвин подала заявку на программу для писателей Iowa Writers' Workshop, и как только получила известие, что её приняли, переехала из Нью-Йорка в Айова-Сити в 1967 году. На этом курсе Годвин встретила своего учителя и будущего наставника Курта Воннегута. В Айове Годвин работала инструктором пока училась и получала степени магистра, а затем доктора философии в 1968 и 1971 годах соответственно. Она начала читать лекции, посвященные Театру в Древней Греции, затем получила должность преподавателя литературы. К 30 годам она успела написать три романа, но так и не смогла опубликовать ни один из них.

## Автор

### Ранние опубликованные работы
Согласно данным издания The Asheville Citizen-Times, первой успешной работой Годвин был рассказ, опубликованный в 1969 году в журнале Cosmopolitan. А её первым опубликованным романом стала её дипломная работа, написанная в аспирантуре Университета Айовы. В 1970 году он был опубликован под названием «The Perfectionists». История романа была основана на втором браке Годвин. В декабре 1968 года, когда Гейл работала над завершением своей дипломной работы, роман был принят издательством Harper & Row. С 1971 года Годвин зарабатывала на жизнь писательской деятельностью, а также время от времени подрабатывала преподаванием.
Окончив в 1971 году свою дипломную работу, Гейл провела 2 месяца в художественной колонии Yaddo в северной части штата Нью-Йорк. Там она написала 100 страниц романа «The Villain», который так и не был опубликован. Но написанный материал стал основой для романа «The Odd Woman». По словам Джейн Хилл, именно во время работы над «he Odd Woman», Годвин перешла от линейного повествования к более сложным структурам, в которых сюжет переплетается с событиями в прошлом и настоящем.
В художественной колонии Годвин познакомилась с композитором Робертом Старером, с которым они прожили вместе вплоть до его смерти в 2001 году. В 1973 году они переехали Стоун-Ридж, штат Нью-Йорк, а позже построили дом в Вудстоке, где Годвин продолжала свою деятельность. В дополнение к своим романам и рассказам Годвин написал либретто для десяти музыкальных произведений Старера.

### Пик карьеры
К 1976 году Годвин был успешным писателем-романистом, она опубликовала три романа «The Perfectionists», «Glass People» и «The Odd Woman». «The Odd Woman» была самой большой по объёму и широко известной из трех. Несколько её рассказов были опубликованы в таких известных журналах, как Harper’s Bazaar, Esquire и The Paris Review, , где она также часто появлялась на обложках. Годвин получила гранты от Национального фонда искусств (1975-76 годах) и Мемориального фонда Джона Саймона Гуггенхайма (1975-76 годах).
На протяжении всей карьеры Годвин её агентом был Джон Хокинс, который работал с несколькими различными издательствами. Ранние книги Годвин были опубликованы издательским домом Alfred A. Knopf. После внезапной смерти смерти от сердечного приступа Дэвида Сигала, её редактора по роману «The Perfectionists», редактором следующих её четырёх книг стал Роберт Готлиб из издательства Knopf. Годвин благодарит Готлиба за успех её ранних работ. Позже, когда книги Годвин стали менее популярны, USA Today связывало это с тем, что она прекратила работу с Готлибом. После сотрудничества с Knopf Годвин подписала контракт с издательством Viking, которое предложило ей более высокие гонорары и массированную рекламу её романов.
С 1982 по 1991 год Годвин опубликовала ещё один сборник коротких художественных рассказов и 4 романа. Согласно статье в Publishers Weekly, романы «A Mother and Two Daughters» (1982) и «A Southern Family» (1987) помогли расширить круг почитателей её творчества. Эти два произведения долгие годы оставались в списках бестселлеров. Более ранние работы продавались в среднем до 8000 копий, в то время как роман «A Mother and Two Daughters» разошелся тиражом более 1,5 миллионов копий. Это была самая популярная из ранних работ Годвин, повествование в романе было построено от лица нескольких персонажей. В 1987 году Годвин была награждена премией Джанет Хейдингер Кафка за работу над романом «The Southern Family».
В начале 2000-х годов пять книг Годвин вошли в список бестселлеров по версии New York Times, а три вышли в финал Национальной книжной премии.

### Последние работы
К 1999 году Годвин опубликовала 10 работ. В 2001 году умер её партнер, Роберт Старер, в тот период она приступила к работе над вымышленном рассказе под названием «Evenings at Five», в основу сюжета которого легла их совместная жизнь. Роман был опубликован спустя 2 года. В ноябре 2004 года Годвин подписала контракт на новые 4 книги с издательским домом «Ballantine Books».
Роман "The Finishing School ", написанный в 1984 году, был её последней крупной, коммерчески успешной работой. В последующие годы последовало сокращение её читательской аудитории. По словам самой Годвин, она была «одной из многих автором, появившихся в нестабильное время, когда издательское дело металось в поисках новой бизнес-модели». Los Angeles Times в своей статье писали, что персонажами Годвин были прогрессивные работающие женщины 1970-80-х годом, что в современном контексте такие женщины считаются «покорными».
Kirkus Reviews в одной из своих статей писали, что у Годвин была пара неудачных попыток перед тем, как в 2006 году в свет вышел роман «Queen of the Underworld». Опубликованная в 2013 году «Flora» стала одной из самых продаваемых её книг. В 2015 году Годвин выпустила автобиографию «Publishing». К 2015 году Годвин опубликовала 14 романов, 2 сборника художественных рассказов, 3 научно-популярные произведения и 10 либретто.

### Научная работа
Годвин является необычной фигурой в профессиональных кругах, так как была не только популярным писателей романов, но также работала в академических кругах. С 1971 по 1972 год Годвин преподавала в центре перспективных исследований при Иллинойсском университете в Урбане-Шампейне. Во время своей писательской карьеры она также выступала лектором в мастерской писателей Айовы (1972—1973), в Вассар-колледже (1977), в Колумбийском университете (1978 и 1981 годах). Годвин также была председателем жюри Национальной книжной премии по художественной литературе в 1986 и 2008 годах. В 1989 году Годвин сама основал небольшое издательство, «St. Hilda’s Press». Оно занималось публикацией религиозных текстов, которые не выпускало большинство коммерческих издательств. Позже она получила звание почетной выпускницы Университета Северной Каролины и Университета Айовы.

## Темы работ
Большая часть работ Годвин основана на темах или событиях, взятых из её собственной жизни. Герои, события и повествование меняются от романа к роману, но сюжеты романов включают семью, положение женщин в обществе и взаимоотношениях, творческие и карьерные устремления женщины, а также роль религиозной веры. Согласно высказываниям литературных критиков, персонажи работ Годвин «мастерски ориентируются в лабиринтах расы, класса, пола, семьи, веры и религии». По версии издания «Contemporary Literary Criticism», Годвин пишет о проблемах, которыми живут женщины: мужская и женская роль в браке, семья, личная свобода, самооценка, самореализация. Джейн Хилл сказал, что в своих книгах Годвин раскрывает вопросы сосуществования с властями, роли принятия решений в жизни, карьеры творческого человека и последствия несбывшихся надежд. В большей части своих работ особое внимание она уделяет концепции «Я» и борьбе с обществом.
Большая часть научных исследований работ Годвин показывают, что проблематика, которую поднимает автор основана на том, с чем сталкиваются женщины. По мнению «Contemporary Fiction Writers of the South», типичный главный герой её романов — молодая женщина, которая находится в поиске себя, сталкивается с препятствиями, созданными её семьей, любовниками, мужем или собственным бессилием, пытается обрести независимость и защитить её при помощи работы. Главный герой может обладать недостатками, но в процессе повествования достигает личностного роста благодаря поддержке своего сообщества или наставника. Часто герои Годвин делают неправильный выбор, но становятся лучше, учатся принимать более правильные решения. По словам критика Энн Чейни, главный герой Годвин ищет счастья, самореализации в профессии, любви, уважения или, в более общем плане, смысла жизни.
По словам Уоррена Френча из Университета Уэльса, в работах Годвин чаще всего рассматриваются две основные темы: гендерные роли и жизненный уклад на юге. Френч утверждает, что сама Годвин не одобряет категоризацию, по её мнению, она вносит «внешние ограничения» в темы, которые она освещает. Тем не менее ученые продолжают попытки отнести её работы к особой литературной категории. Публикуя свои ранние работы, Годвин воспринималась как «женщина» писатель, её книги обращались в основном к женской аудитории. После публикации романа «A Southern Family» её стали идентифицировать, как писателя с юга. По версии «The Times» (Лондон), Годвин всячески сопротивляется категоризации, часто меняет тематику, несмотря даже на то, что она принесла ей коммерческий успех. Академик Лихонг Се сказал, что романы Годвин можно отнести к категории воспитательных романов, которые фокусируются на моральном и психологическом развитии персонажа. По мнению других критиков, поиск смысла и самоидентификация — главные темы произведений Годвин.
Её романы также включали в себя проблематику преодоления культурных барьеров на пути к становлению «южной дамой», раннего взросления, депрессии и самоубийства, расовой дискриминации, классового расслоения и успеха женщины без мужчины. При написании своих произведений Годвин использует разные жанры: реализм, фэнтези и аллегория.

### Ранние работы
Все произведения Годвин, написанные с 1970 по 190 годы, являются вымышленными историями, основанными на событиях из её личной жизни. Её ранние работы посвящены женщинам, которые хотят счастья семью, но в то же время ищут независимость и свободу. Главные герои часто ограничены рамками семьи, традиций и патриархата. Большинство её ранних работ раскрывают также тему взаимоотношений матери и дочери.
Главные героини первых 3-х её книг, «The Perfectionists» (1970), «Glass People» (1972) и «The Odd Woman» (1974), приходят к пониманию, что их любимые мужчины мешают их личностном развитию. В каждой из книг женский персонаж чувствует, что заточен в несчастливый брак. По мнению членов организации «Contemporary Southern Writers», «в отличие от сказочных романов, эти романы представляют реалистичное изображение феминистских проблем и борьбы». Лихонг Се отмечает, что главными героями Годвин являются женщины с юга, которые «застряли между идеалом южной женственности и современным феминизмом в борьбе за формирование личности…».
В двух следующих романах, «Violet Clay» (1978) и «A Mother and Two Daughters» (1982) рассказывается о карьере незамужней героини в творческой профессии. В «A Mother and Two Daughters» главная героиня сопротивляется искушению выйти замуж и вместо этого предпочитает сосредоточиться на своей работе. Опубликованных в 1987 году «A Mother and Two Daughters» и «A Southern Family» традиционно связанны с социальными проблемами Юга. Некоторые из тем произведений включают расовую дискриминацию, проблемы социально-экономического неравенства и культурные различия между поколениями. Героини с переменным успехом пытаются сократить разрыв между богатыми и бедными или же пытаются вырваться из доминирующей культурной традиции.
В ранних книгах Годвин героини пассивны, склонны к страхам и повторам своих же собственных ошибок. Главная героиня часто изображается в качестве жертвы, которая не смогла достичь независимости и изо всех сил пытается сформировать личность. Что должно помочь ей существовать без мужчины. В своих следующих произведениях Годвин начинает вводить более сильных и независимых главных персонажей. Так, к примеру, героиня «Violet Clay» отличается более напористым характером по сравнению с героинями предыдущих романов.

### Поздние работы
Как и в ранних романах, в произведениях Годвин периода 1970-х и 1980-х годов основной из тем являются трудности, с которыми сталкиваются женщины. Однако в романе «The Finishing School», опубликованном в 1984 году, она отходит от этой темы. В его сюжете речь идет о двух женщинах, представительницах разных поколений, и об их отношениях учителя и наставника, а не о взаимоотношениях с мужчинами. По словам Лихонг Се, работы Годвин более позднего периода также посвящены «женскому я» и отношениям женщины с мужчиной, отцом и Богом.
Начиная с «Father Melancholy’s Daughter», опубликованной в 1991 году Годвин начинает включать в свои произведения религиозные темы. Повествование романа идет от лица нескольких героев, которые имеют разные точки зрения на религию. Вслед за «Father Melancholy’s Daughter» последовало несколько книг, посвященных епископальной церкви и христианским обычаям. По сравнению с предыдущими работами Годвин в этих романах женские и мужские персонажи имеют более равное влияние на события и сюжет. Её романы не проповедуют и не высмеивают практику епископальной церкви, а рассматривают её как рутинный аспект жизни и иногда как предмет интеллектуального интереса. В книгах Годвин этого периода все также фигурируют отцы, которые скоропостижно скончались или ушли из семьи. К 1996 году в двух её книгах отцы умирают, в пяти появляются отчимы, которые вторгаются в отношения между матерью и дочерью. Журнал «Narrative Magazine» писал, что в романах Годвин главные героини переходят от персонажей, которые «ищут способы выбраться из ловушек и ограничений», к тем, кто делает «интересный или опасный жизненный выбор». В некоторых поздних работах Годвин показывает успешные, но необычные браки. Так в «The Good Husband», опубликованном в 1994 году, оба партера придерживаются убеждения, что карьера жены имеет приоритет над карьерой мужа. «The Good Husband» представляет собой возвращение автора к теме брака, которая характерна её ранним работам. В этот период Годвин также опубликовала несколько научно-популярных работ, основанных на её собственной жизни.
В сборниках рассказов «Dream Children» и «Mr. Bedford and the Muses» использованы основные темы романов Годвин, но также затрагиваются мифы и сны. Рассказы, как правило, менее автобиографичны по сравнению с романами. По мнению философа Анны-Терезы Тыменецка, подход Годвина к мирам снов радикален, потому что сновидения включены в реальный опыт персонажей. Герои сравнивают свой реальный мир и мир сновидений друг с другом, чтобы понять смысл своей судьбы. По её мнению, «Dream Children» бросают вызов различию между реальностью и сновидениями, в случае если сон не нарушает чью-либо территорию реальности.
Из рецензии, опубликованной USA Today, следует что в «Unfinished Desires», опубликованном в 2010 году затронуты темы однополых отношений между девушками, проблем с обучением, домашнего насилия, алкоголизма. По данным «The Times», роман «Flora» затрагивает большинство тем, которые волновали автора на протяжении всей её карьеры. Действие происходит на юге в середине 1940-х годов в горах, где овдовевший школьный учитель воспитывает свою десятилетнюю дочь. В интервью, которое Годвин дала в 2015 году, она сказала, что её работы стали менее агрессивными. По её словам, героини её ранних работ демонстрируют разочарование из-за того, что их не слышат, а её поздние книги посвящены её врагам. А сейчас она работает над тем, чтобы разобраться с врагами своих врагов.

## Отзывы
К 80-м годам творчество Годвин стало предметом эссе, глав книг и литературного анализа критиков. The Washington Post писал: «Гейл Годвин обвиняли в том, что она не могла решить, писательница она или научный деятель, но она написала достаточное количество бестселлеров и получила много литературных наград, чтобы претендовать на оба звания». Большое внимание ученых к её произведениям привлекают отзывы критиков, интересующихся южными авторами и авторами, придерживающимися феминистских взглядов. По мнению «Contemporary Fiction Writers of the South», все произведения Годвин получили массовую положительную оценку. Союз современных американских писательниц-фантастов считают, что несмотря на то, что отзывы на произведения Годвин неоднозначны, её книги — это законченные художественные шедевры.
В рецензии «Contemporary Literary Criticism» говорится, что большинство книг Годвин характеризуются как хорошо написанные, легко читаемые, остроумные, с яркими, правдоподобными героями. Автора обычно хвалят за убедительные сюжеты, остроумных героев и за то, что она обладает сильными повествовательными навыками. В частности за роман «The Good Husband» её критиковали за чрезмерный символизм.
«The Odd Woman», «The Finishing School» и «Southern Family» в целом получили только положительные отзывы, а «Violet Clay» и «The Good Husband» — больше отрицательных. «Flora» же была одной из лучших книг Годвин по версии «The Boston Globe».